# NEWS LIVE TOUR 2012 〜美しい恋にするよ〜
『NEWS LIVE TOUR 2012 〜美しい恋にするよ〜』（ニュース ライブ ツアー 2012 うつくしいこいにするよ）は、日本の男性アイドルグループ、NEWSの6枚目のDVD/Blu-ray Disc。

## 概要
2011年10月7日に錦戸亮と山下智久が脱退し、4人となって初めて行った全国ツアーの初日の秩父宮公演が映像化された。
初週7.3万枚を売り上げ、2013年2/11付オリコン週間DVDランキング総合首位を獲得した。
また、NEWSにとって初のBlu-ray DiscとなるBlu-ray盤が2013年5月22日に発売された。

## 収録内容（DVD初回盤)
※が4人体制初披露。

### Disc1
1. OVERTURE
2. チャンカパーナ
3. NEWSニッポン ※
4. weeeek ※
5. Happy Birthday ※
6. Fighting Man ※
7. (MC)
8. 恋のABO ※
9. BE FUNKY! ※
10. BEACH ANGEL ※
11. SUMMER TIME ※
12. (INTER)
13. LET'S GO TO THE PLANETS ※
14. 愛はシンプルなカレーライス ※
15. あなたがとなりにいるだけで ※
16. 紅い花 ※
17. 星をめざして ※
18. DREAMS ※
19. (MARCHING BAND INTER)
20. 希望〜Yell〜 ※
21. きらめきの彼方へ ※
22. サヤエンドウ ※
23. 希望 〜Yell〜 ※
24. 裸足のシンデレラボーイ ※
25. TEPPEN ※
26. (MC)
27. (Addict OVERTURE)
28. Addict - 手越祐也
29. ヴァンパイアはかく語りき - 加藤シゲアキ
30. (INTER)
31. エンドレス・サマー ※
32. Share ※
33. I・ZA・NA・I・ZU・KI ※
34. チェリッシュ ※
35. PeekaBoo... - 増田貴久
36. Starry - 小山慶一郎
37. (INTER)
38. バンビーナ ※
39. Dancin' in the Secret ※
40. 紅く燃ゆる太陽 ※
41. Smile Maker ※
42. 2人/130000000の奇跡 ※
43. (MC)
44. フルスイング

＜ENCORE＞
1. さくらガール ※
2. NEWSニッポン ※
3. チャンカパーナ

＜W ENCORE＞
1. weeeek ※
2. チャンカパーナ

### Disc2
- 再始動への軌跡 -Documentary of NEWS-

### Disc3
- LIVE TOUR 2012 SPECIAL DIGEST / NEWSスペシャルプログラム 集まれ!!!!チャンカパーナ

### CD
- NEWS SPECIAL CD 〜美しいトークにするよ〜

## 収録内容（DVD通常盤・Blu-ray盤）

### Disc1
※DVD初回盤Disc1と同一内容

### Disc2
- LIVE TOUR 2012 SPECIAL DIGEST / チャンカパーナ発売記念!!!! NEWS店頭ドッキリ作戦